# Szántai Levente
Szántai Levente (Budapest, 1982. november 15. –) magyar labdarúgó, a Szeged-Csanád Grosics Akadémia játékosa.

## Pályafutása
Szántai Újpesten kezdte pályafutását, s 1999-ben került fel a felnőtt kerethez. Három év alatt 9 bajnokin védte csapata hálóját. 2002 nyarán az MTK-s Vlaszák Újpestre szerződése miatt, ellenértékként került az MTK-hoz. A Hungária körúton két szezon alatt nem tudta megszerezni a kezdőpozíciót, ezért távozott.
Következő állomáshelyén, a Tatabányánál mindössze fél évet töltött, s visszatért cserekapusnak az MTK-hoz.
Az MTK-hoz 4 évre írt alá, ez idő alatt azonban négyszer is kölcsönadták, mindössze másfél évig volt a kék-fehérek állományában. Előbb az NB II-es Kazincbarcikára igazolt, ahol kezdőkapusnak számított, majd jó produkciójára felfigyelt a Diósgyőr, s a DVTK-hoz igazolt. Diósgyőrben is csak cserekapusnak számított, mindössze két bajnokin és két kupamérkőzésen játszott. 2006 telén fel is bontották a szerződését. A szezon hátralévő részében a másodosztályú Soroksárban védett. Év végén ismét az NB I-be igazolt, a REAC-hoz került egy évre szintén kölcsönbe. Bár eleinte Rákospalotán is cserekapus volt, azonban a Paksi FC ellen bekerült a kapuba, s remek produkciót nyújtott és később edzője, Aczél Zoltán segítségével a válogatottba is bekerült.
Szántai korábban tagja volt a magyar U21-es válogatottnak. 2008-ban Erwin Koeman behívta a válogatott keretébe a görögök és a horvátok elleni mérkőzésre, de pályára nem lépett.

## Sikerei, díjai
- Magyar bajnok: 2002–03